# Pierre Berthier
Pierre Berthier (Nemours, 3. srpnja 1782. — Pariz, 24. kolovoza 1861.), bio je francuski geolog i mineralog.

## Životopis
Pierre Berthier je studirao na École polytechnique. Započinje i studij 1801. na École des Mines, postavši rudarski inženjer. U južno-francuskom gradiću Les Baux u Provansi otkrio je 1821. mineral koji je dobio naziv po mjestu pronalaska boksit, mineral sastavljen od aluminijumskih hidroksida. Jedan drugi, do tada nepoznati mineral pronalazi i opisuje 1827., kojeg je Wilhelm Ritter von Haidinger, nazvao po Berthieru, bertierit. Njegove studije o fosfatima bili su od velikog značaja za razvoj poljoprivrede, u koju se uvode gnojiva.
Berthier je postao član Francuske akademije znanosti 1825. kao i dopisni član Kraljevske pruske akademije znaosti od 1829. Odlikovan je ordenom Legije časti 1828. godine. Njegovo ime nalazi se na popisu 72 znanstvenika ugraviranih na Eifellovom tornju.

## Vanjske poveznice
- Životopis (fra.)
- Članak o Pierru Berthieru  Arhivirana inačica izvorne stranice od 6. ožujka 2017. (Wayback Machine) u Politehničkom žurnalu